# 나기사 카오루
나기사 카오루(일본어: 渚カヲル 나기사 가오루[*]), 본명 타브리스(タブリス, Taburisu)는 가이낙스가 제작한 《신세기 에반게리온》 프랜차이즈의 등장인물이다. 작품에서 그는 특수기관 네르프의 거대 메카 에반게리온 2호기의 파일럿이다. 카오루는 인류를 위협하는 사도 중 열일곱 번째이자 마지막 사도이다. 네르프에 도착한 후 에바 1호기 파일럿 이카리 신지를 만나 그에게 깊은 애정을 보여준다. 자신이 사도라는 사실을 신지에게 밝힌 후, 인류의 생존을 위해 자신을 죽여달라고 요청한다. 카오루는 프랜차이즈의 극장판 애니메이션과 관련 미디어, 비디오 게임, 오리지널 넷 애니메이션 《쁘띠 에바: 에반게리온@스쿨》, 《에반게리온 신극장판》, 사다모토 요시유키의 만화 각색판에 등장한다. 또한 《신극장판》 시리즈의 세 번째 작품인 《에반게리온: Q》에서도 중요한 역할을 맡고 있다.
가이낙스가 원래 고양이가 소년을 조종하는 설정으로 구상했던 이 캐릭터는 시리즈의 22화에 등장할 예정이었다. 여러 차례 변경을 거친 후, 안노 히데아키 감독과 사쓰카와 아키오 각본가는 그를 마지막 사도로 설정하기로 결정했고, 24화에 등장하게 되었다.

카오루는 단 한 화에만 등장했음에도 관객과 애니메이션 애호가들 사이에서 인기를 얻어 인기도 조사에서 상위권을 차지했다. 일부 평론가들은 그의 모호한 성격과 신지와의 관계가 지닌 함의를 비판했으나, 다른 이들은 개방적이고 애정 어린, 사교적인 그의 성격을 높이 평가했다. 영화 《에반게리온: Q》에서의 그의 역할 또한 평론가들의 주목을 받았으며, 대체로 신지와의 관계가 좋은 평가를 받았다. 카오루를 모티프로 한 액션 피규어를 비롯한 각종 상품이 출시되었다.